# James Vaupel
James W. Vaupel (2 de maio de 1945 – 27 de março de 2022) foi um cientista americano nas áreas de pesquisa sobre envelhecimento, biodemografia e demografia formal. Ele foi fundamental para desenvolver e avançar a ideia da plasticidade da longevidade, e foi pioneiro na pesquisa sobre a heterogeneidade dos riscos de mortalidade e na desaceleração das taxas de mortalidade nas idades mais avançadas.

## Posições posteriores
Vaupel foi o diretor fundador do Max Planck Institute for Demographic Research em Rostock, Alemanha, em 1996. Ele também foi professor pesquisador na Duke University e diretor do Centro de Pesquisa em População, Política, Envelhecimento e Pesquisa. Vaupel foi membro da German Academy of Natural Scientists Leopoldina (2008), membro científico regular da National Academy of Sciences dos EUA (2004) e membro da American Academy of Arts and Sciences (2008). Ele esteve envolvido em muitas iniciativas e publicou mais de 20 livros.

## Contribuições
Convencido de que a demografia formal é a base da força desta disciplina, Vaupel contribuiu para os fundamentos metodológicos da demografia. Em 2001, ele recebeu o Prêmio Irene B. Taeuber por suas realizações de carreira, concedido pela Population Association of America. Em 2008, ele recebeu o Prêmio Mindel C. Sheps por seu trabalho em demografia matemática.
Vaupel foi um dos principais defensores da ideia da plasticidade da longevidade. Muitas pessoas acreditam que existe um limite iminente para a expectativa de vida, mas as pesquisas de Vaupel indicam que a expectativa de vida pode aumentar muito além do limite suposto de 85 anos. Além disso, Vaupel e outros, como Bernard Jeune (da Dinamarca), propuseram que a expectativa de vida humana não é fixa, mas é uma função da própria expectativa de vida e do tamanho da população. Ele e S. Jay Olshansky discordaram sobre o significado disso em termos de projeções futuras da expectativa de vida humana.
O trabalho de Vaupel também se concentrou no emergente campo da demografia evolutiva, buscando compreender a mortalidade específica por idade em termos dos processos evolutivos que a moldam.
Por prestar especial atenção às melhorias na mortalidade na velhice, Vaupel foi fundamental para o surgimento do estudo dos supercentenários como um subconjunto populacional. Dado que o número de pessoas com mais de 110 anos em uma única nação europeia é bastante pequeno, Vaupel iniciou, em 2000, a organização de workshops internacionais e a fundação do International Database on Longevity, que fornece informações sobre indivíduos que atingem idades extremas e permite análises demográficas da mortalidade em idades avançadas.

## Prêmios e Reconhecimentos
Ao longo de sua carreira, James Vaupel recebeu os seguintes prêmios e reconhecimentos:
- Recebeu o Prêmio Irene B. Taeuber de Realizações na Carreira da Population Association of America, EUA (2001)[9]
- Prêmio Latsis Europeu (2011)[17]
- Membro da German Academy of Natural Scientists Leopoldina (2008)[18]
- Membro da American Academy of Arts and Sciences, EUA (2008)
- Recebeu o Prêmio Mindel C. Sheps por sua contribuição na demografia matemática da Population Association of America, EUA (2008)[19]
- Membro da National Academy of Sciences, EUA (2004)[20]
- Recebeu o Prêmio Longevity da Ipsen Foundation, França (2003)[21]
- Membro científico da Max Planck Society, Alemanha (desde 1996)[22]
- A Ordem Real de Dannebrog (2022)[23]